# Marajá do Sena
Marajá do Sena est une municipalité brésilienne située dans l'État du Maranhão.